# Annibale Brandolini

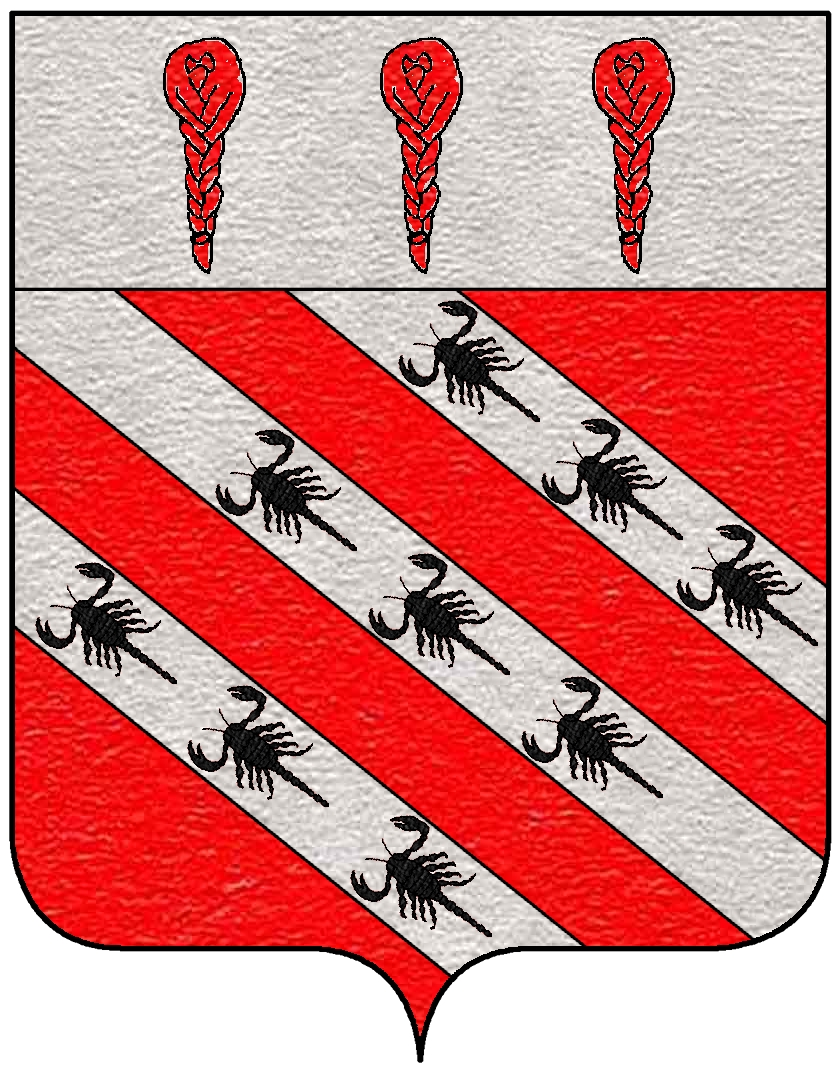
Stemma dei Brandolini

Annibale Francesco Vincenzo Luigi Brandolini (o Brandolin, cognome completo Brandolini Rota; Cordignano, 29 settembre 1829 – Cordignano, 23 dicembre 1901) è stato un militare, patriota e politico italiano.

## Biografia
Figlio di Girolamo Brandolini e Vendramina Grimani, nacque in un'illustre famiglia veneta di remota origine forlivese e si poteva fregiare dei titoli di conte di Valmareno (riconosciuto con il Decreto Ministeriale del 30 aprile 1894), signore di Solighetto e patrizio veneto. Aveva sei fratelli, tra i quali il vescovo Sigismondo Brandolini Rota. Sposò Leopolda D'Adda, figlia del senatore Carlo D'Adda, da cui ebbe quattro figli, tra i quali i parlamentari Girolamo e Brandolino.
Partecipò alla seconda e alla terza guerra d'indipendenza come ufficiale di cavalleria. Tra il 1867 e il 1872 fu Capitano degli Usseri di Piacenza.
In politica, fu impegnato sia a livello locale che nazionale: fu consigliere comunale a Cison di Valmarino, Cordignano e Venezia, sindaco di Cison di Valmarino e consigliere provinciale di Venezia (1881-1888). Altre cariche pubbliche da lui ricoperte furono quelle di ufficiale d'ordinanza onorario di re Vittorio Emanuele II (1867) e di re Umberto I (1886), aiutante di campo onorario del defunto re Vittorio Emanuele II (1883, 1884, 1887, 1889), vicepresidente della Croce Rossa Italiana, dipartimento marittimo di Venezia, oltre che membro del consiglio d'amministrazione dell'Associazione agraria di Treviso.
Divenne senatore il 17 novembre 1898 essendo relatore Antonino Di Prampero. La convalida della nomina e il giuramento avvennero il 9 dicembre successivo.